# Балабанівська сільська рада
| Балабанівська сільська рада — сільська рада у складі Оратівського району Вінницької області. Адміністративний центр — село Балабанівка. Сільській раді були підпорядковані населені пункти: - с. Балабанівка - с. Богданівка - с. Лінеччина - с. Ступки |

## Склад ради
Рада складалася з 14 депутатів та голови.

## Керівний склад сільської ради
| ПІБ                            | Основні відомості                                                 | Дата обрання | Дата звільнення |
| ------------------------------ | ----------------------------------------------------------------- | ------------ | --------------- |
| Глухий Віктор Олексійович      | Сільський голова, 1958 року народження, освіта                    | 26.03.2006   | 31.10.2010      |
| Кузьменко Олександр Сергійович | Сільський голова, 1961 року народження, освіта вища, безпартійний | 31.10.2010   |                 |

Примітка: таблиця складена за даними джерела